# Veselí nad Moravou (zámek)
Zámek Veselí nad Moravou se nachází ve městě Veselí nad Moravou v okrese Hodonín. Jeho areál s parkem a bažantnicí je chráněn jako kulturní památka.
Zámek s rozsáhlým parkem leží v západní části Veselí nad Moravou, oddělený od historického jádra města bočním ramenem řeky Moravy a Svodnicí neboli Přívozní strouhou. Má podobu čtyřkřídlé patrové stavby uzavřené dispozice, zpevněné diagonálně natočenými nárožními věžemi. Akcentujícím vertikálním prvkem jinak stroze komponovaného zámku je hodinová věž umístěná nad středem východního křídla orientovaného k městu. Protilehlé západní křídlo je řešené jako vstupní, s předloženým dvorem ohraničeným dvěma do oblouku tvarovanými hospodářskými budovami propojenými pilířovou branou. Jižní zahradní průčelí ozvláštňuje mělký rizalit s nízkou sedlovou střechou, otevřený v patře třemi vysokými půlkruhově ukončenými okny a balkonem vynášeným čtveřicí sloupů. Výrazně předsazený balkon má v přízemí podobu otevřené sloupové haly, která dodává pohledově exponovanému průčelí potřebnou monumentalitu.

## Historie
Bývalý vodní hrad ve Veselí nad Moravou byl založen již před polovinou 13. století, patrně příslušníkem rodu Tvrdišovců Sudomírem. Hrad sloužil Sudomírovi jako sídlo a spolu s dalšími hrady a opevněnými městy tvořil obranou hranici na řece Moravě proti Uhrám. K poznání nejstarší podoby hradu přispěl rozsáhlý archeologický výzkum prováděný před dosud nerealizovanou opravou zámku.

### Středověk
Přestože Veselí leží ve staré sídelní oblasti, okolnosti komplikovaného historického vývoje způsobily, že samotné Veselsko bylo znovu osídleno až v 1. polovině 13. století. Patrně jednou z nejstarších komponent tohoto procesu je i hrad ve Veselí nad Moravou. Hrad byl založen někdy okolo roku 1241, patrně Sudomírem příslušníkem rodu Tvrdišovců. Přestože hrad samotný vznikl jako šlechtický, doplňuje záměrně budovanou soustavu zeměpanských pevností na řece Moravě. Svěření daného území rodu Tvrdišovců nepřekvapuje, jelikož v dotčené době jeho příslušníci působili aktivně při dvoře královny-vdovy Konstancie a pak ve vysokých zemských úřadech za vlády Přemysla Otakara II. Byli tedy určitě zárukou bezpečného zajištění hranice s Uhrami a také se spolehlivě postarali o rozvoj získaného území. S rodem Tvrdišovců se pak pojí osudy hradu po celé 13. století.
V psaných pramenech se hrad znova vynořuje v roce 1315. Tehdy hrad okupoval uherský magnát Matúš Čák Trenčanský. Zbraslavská kronika nás informuje, že král Jan Lucemburský v rámci výpravy proti Matúšovi přitáhl k hradu a pomocí žebříku ho ten samý den dobyl.
Pravděpodobně někdy po tomto datu se panství i s hradem dostalo do držení Šternberků, a to zřejmě v souvislosti s jejich dalšími aktivitami v tomto regionu. Přímá držba Šternberky je doložena nicméně až v roce 1363. Šternberkové pak drží hrad až do husitských válek. V bitvě pod Vyšehradem padl na Zikmundově straně majitel Veselského panství Jaroslav ze Šternberka. Hrad někdy poté získal přímo Zikmund Lucemburský, který odtud velel obléhání sousedního hradu v Uherském Ostrohu v roce 1422. V roce 1428 Zikmund hrad s panstvím přepustil známému dobrodruhovi, ruskému knížeti Fridrichovi Ostrožskému. Ten patrně již v roce 1435 hrad přepustil dále další válečné osobnosti Blažkovi z Borotína. V roce 1441 se hrad opět dostává do rukou Šternberků. Ti Veselí nicméně obratem v roce 1442 prodali pánům z Vojslavic.
Páni z Vojslavic jako příslušníci katolické šlechty stranili v následujících česko-uherských válkách Matyáši Korvínovi. V roce 1469 obsadil Veselí moravský zemský hejtman a český maršálek Jindřich z Lipé, v té době poručník a držitel strážnického panství. Někdy kolem 27. července přitáhl do Veselí i kníže Viktorin, syn Jiřího z Poděbrad, s šesti sty jezdci. Uherský král Matyáš město oblehl a Viktorina, který se snažil utéct, zajal. Jindřichovi z Lipé se povedl útěk po vodě. O rok později byl na Veselí doložen pobyt Jiřího z Poděbrad. Páni z Vojslavic drželi Veselí až do roku 1527, kdy bylo zapsáno do zemských desek Hynkovi Bilíkovi z Kornic.

### Novověk
Za Bilíků z Kornic došlo k rozvoji celého panství a přestavbám původního hradu, tehdy již spíše zámku. V roce 1580 Bílkové z Kornic vymírají a celé panství se získává dědictvím Burjan Tetour z Tetova. Ten se velice zadlužil a jeho synové museli Veselí prodat Jakubovi Vojskovi z Bogdunčovic. Za jeho držení došlo v roce 1605 k vpádu Bočkajovců, kdy bylo panství popleněno. Jakubův synovec Petr, který panství zdědil, se aktivně účastnil stavovského povstání. Nicméně brzy umírá. Jeho synům je pak panství pro otcovu angažovanost zabaveno. Ještě za jejich držení došlo v roce 1621 k obléhání zámku vojsky Gabora Bethlena a Jana Jiřího Krnovského. Z tohoto obléhání se dochoval jedinečný popis od přímého účastníka Jiřího Rudolfa Přenského. V roce 1624 od císaře zámek s panstvím získává uherský šlechtic a protiturecký válečník Tomáš Bosnyák z Magyarbélu. Tomáš zemřel v roce 1634 bez mužských dědiců a panství dědí jeho dcera Kateřina. Ta zemřela již v roce 1636 a panství přechází na její dceru Anežku. V roce 1642 došlo k dalšímu vyplenění zámku a města, tentokráte ustupujícími švédskými vojsky. Anežčin otec František Perényi se rozhodl jako její poručník panství prodat v roce 1646 Janovi z Rotalu. S tím později Anežka nesouhlasila a vlastnictví napadala. Jan z Rotálu celé panství prodal v roce 1651 Mikuláši Pázmánymu z Paznaszu. Ten zemřel v roce 1667 bez mužských dědiců. Dědily dcery jeho nevlastního bratra Jana Michala Ürményho. To napadl Jan z Rotálu. Soudní tahanice se vlekly až do roku 1701, kdy zvítězily Ürményho dědičky. Ty ovšem obratem panství v roce 1707 prodávají Maxmiliánovi Františkovi Želeckému.
Želečtí se zasloužili o rozvoj panství a započali barokní přestavbu zámku. Maxmilián Želecký umírá v roce 1717 a novým pánem se stává jeho bratr Jan Felix. Ten ovšem umírá již v roce 1731 a jelikož bylo Veselí tehdy ve fideikomisu, získává panství se zámkem jako univerzální dědic František Karel Chorynský. Rod Chorynských z Ledské pak držel zámek až do roku 1945.

## Stavební vývoj
Dnešní zámek prošel složitým stavebním vývojem od hradu z 13. století, přes luxusní barokní rezidenci, až po dnešní klasicistní zámek.

### Středověk
Středověkou podobu hradu přibližují poslední poznatky získané ze záchranného archeologického výzkumu probíhajícího v letech 2008 a 2009. Hradní jádro zaujímalo prostor severní části nádvoří zámku a přiléhajícího severního křídla, dále pokračovalo již mimo obrys dnešní stavby. Předhradí, oddělené příkopem, leželo pod jižní částí nádvoří a pod jižním zámeckým křídlem. Časový horizont výstavby hradu určilo dendrochronologické datování dřevěných částí předhradí, odkrytých průzkumem. Časový úsek, léta 1250–1260, se kryje s první písemnou zmínkou o majiteli Veselí. Opevněné sídlo chránící brod přes řeku bylo původně dřevěné, pravděpodobně však již v následující stavební etapě (poslední třetina 13. století) došlo k výstavbě zděného hradního jádra s válcovou věží, zmiňovanou v mladších písemných pramenech. Další proměnou prošel hrad někdy na přelomu 14. a 15. století, kdy proběhla zděná přestavba předhradí a úprava hradního opevnění. Z té doby se ve hmotě východního křídla – v průjezdu pod věží – dochovaly zbytky brány a části obvodových zdí. Pravděpodobně po roce 1500 došlo k celkové přestavbě hradu a předhradí.[zdroj?]
Novým majitelem Veselí se stal v roce 1527 Hynek Bilík z Kornic, úspěšný hospodář, který se věnoval hlavně zakládání rybníků. Jeho potomci drželi Veselí do roku 1580. Pravděpodobně za držení Bilíků z Kornic došlo k přestavbě středověkého hradu na renesanční zámek. Podobu renesanční stavby neznáme, v té době však vznikla čtvercová věž ve zlomu parkánu, jejíž základy odkryl na nádvoří zámku záchranný archeologický výzkum. Z této stavební etapy pocházejí pravděpodobně i sklepy dochované pod východním a jižním křídlem zámku.[zdroj?]

### Zámek
Snad ve druhé čtvrtině 17. století došlo k přestavbě renesančního zámku – vodní tvrze do podoby, která je zachycena na vyobrazení z roku 1748. Zanikly poslední viditelné zbytky středověkého hradu včetně velké válcové věže. V části hmoty zůstalo zachováno šikmé křídlo postavené na parkánu. Sídlo na vyobrazení má uzavřenou dispozici – tři křídla sestavená na půdorysu nepravidelného písmene U doplňují na západní straně dvě samostatné, pravděpodobně hospodářské budovy. Severní šikmé křídlo kopíruje linii starší stavby vestavěné do parkánu, zbývající obytná křídla zámku mají přízemí prolomené arkádami. Na severní straně areál uzavírá ohradní zeď obranného charakteru.[zdroj?]
Dědici Želeckých z Počenic se stali Chorinští. Veselí drželi od roku 1731 až do odsunu v roce 1945.[zdroj?]
V průběhu 18. století, za Jana Františka Chorinského, došlo k přestavbě zámku na pohodlné barokní šlechtické sídlo. Jeho přesnější podoba zatím není známa. Vodítkem jsou kresby – čtyři pohledy na zámek, jejichž fotokopie věnovala rodina Chorinských městskému muzeu. Rámcové datování kreseb pomáhají určit zachycené veselské kostely – kostel svatého Bartoloměje a klášterní kostel Andělů strážných – vysvěcené v letech 1741, respektive 1739. S velkou pravděpodobností se jedná o realizovanou podobu zámku. Odpovídá tomu základní dispoziční řešení i kompozice jednotlivých křídel – podkovovitě uzavřený dvůr před západním křídlem a hodinová věž v ose východního křídla i základní členění fasád. Kresby zachycují elegantní šlechtické sídlo v rokokově klasicistním stylu, které si však díky rohovým věžím, hmotovému členění a přítomnému vodnímu živlu uchovává pevnostní charakter.[zdroj?]
Od devadesátých let 18. století až do poloviny století následujícího se s krátkými přestávkami intenzivně pracovalo na nové podobě zámku a parku. Při těchto úpravách se vystřídalo více stavebních mistrů, zásadní podíl na finální pozdně klasicistní podobě měl však vídeňský architekt Karel Schleps (1802–1840) a jeho bratr František Schleps (1813–1882). Jádro zámku zůstalo v podstatě nedotčeno, výraznou proměnou prošel plášť stavby i výzdoba interiérů.[zdroj?]
Výsledkem přestavby byla architektonicky strohá stavba, téměř kasárenského typu, formovaná přísným klasicizujícím horizontalismem. Malebnější podobu dostalo jen zahradní průčelí oživené širokým rizalitem s vysokými půlkruhově ukončenými okny a s balkonem vynášeným sloupy. Plochu nad okny zdobí sochařská výzdoba od vídeňského sochaře Antona Rückera – erb Chorinských s antickými heroji po stranách.[zdroj?]
Zahrada s rozsáhlým parkem a oborou obklopující ze dvou stran zámek byla postupně proměňována v romanticko-krajinářský park. Idea člověkem utvářené, avšak na první pohled nenásilně formované přírody s maximálním estetickým účinkem si žádala romantické doplňky v podobě altánků, umělých zřícenin, jeskyň… Také v zámeckém parku veselského zámku se nacházel letohrádek, malý zámeček v dórském slohu zvaný Templ, byly zde gloriety, rondely, čínský chrám, rybářský dům, ptačí domek a řada dalších drobných staveb. Provoz a údržba takto komponovaného parku byla velmi nákladná a stavby postupně zanikaly. Do dnešní doby se z nich dochovaly jen lodžie, Laudonův pomník a z části skleník.

## Zámek po roce 1945
Po vynuceném odchodu rodiny Chorinských z republiky připadl zámek městu. Jeho stavebně-technický stav po válce nebyl dobrý, v havarijním stavu byly zvláště střechy, opravené v letech 1945–1947. O dva roky později došlo k opravě fasád. V sedmdesátých a osmdesátých letech zámek využívaly Jihomoravské trubkárny jako internát. V devadesátých letech se jeho vlastníkem stala firma LCS zámek, která stavbu staticky zajistila a nechala si zpracovat projekt přestavby zámku na hotel. Památkový ústav souhlasil s předloženou studií, realizaci záměru však již nedošlo, po likvidaci firmy v konkurzu byl zámek roku 2003 prodán v dražbě. Nový majitel v posledních letech provedl základní záchranné práce, obnovu klempířských prvků a opravu krovu. Byla provedena řada dílčích odborných technických průzkumů nutných pro zpracování projektu celkové rekonstrukce památky, která se nachází v havarijním stavu a jejíž některé umělecko-historické detaily jsou nenávratně ztraceny. V letech 2008 a 2009 proběhl v areálu zámku záchranný archeologický výzkum.[zdroj?]

## Galerie

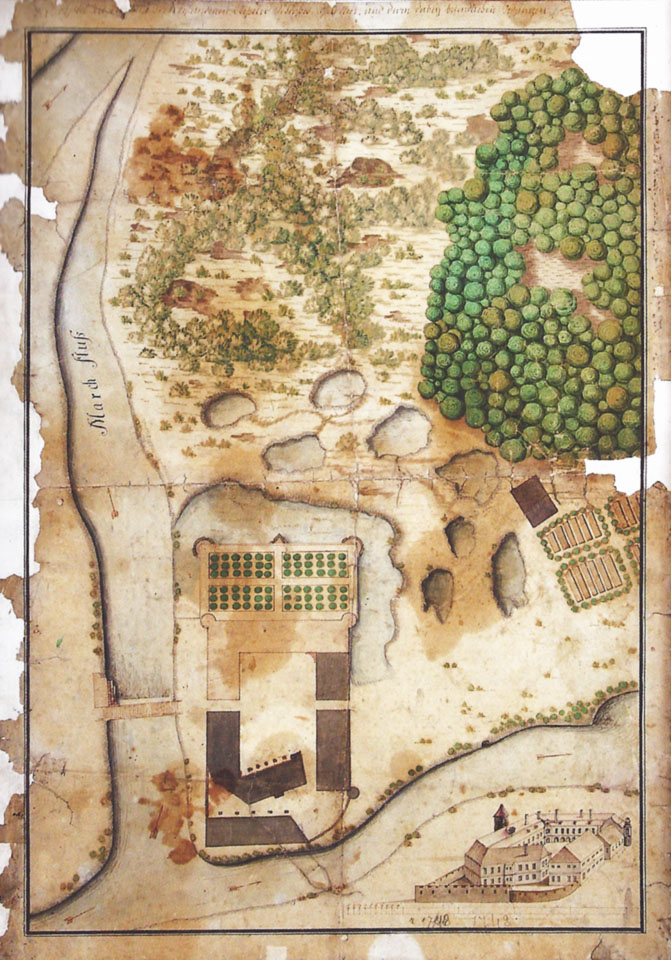
Zámek v 17. století
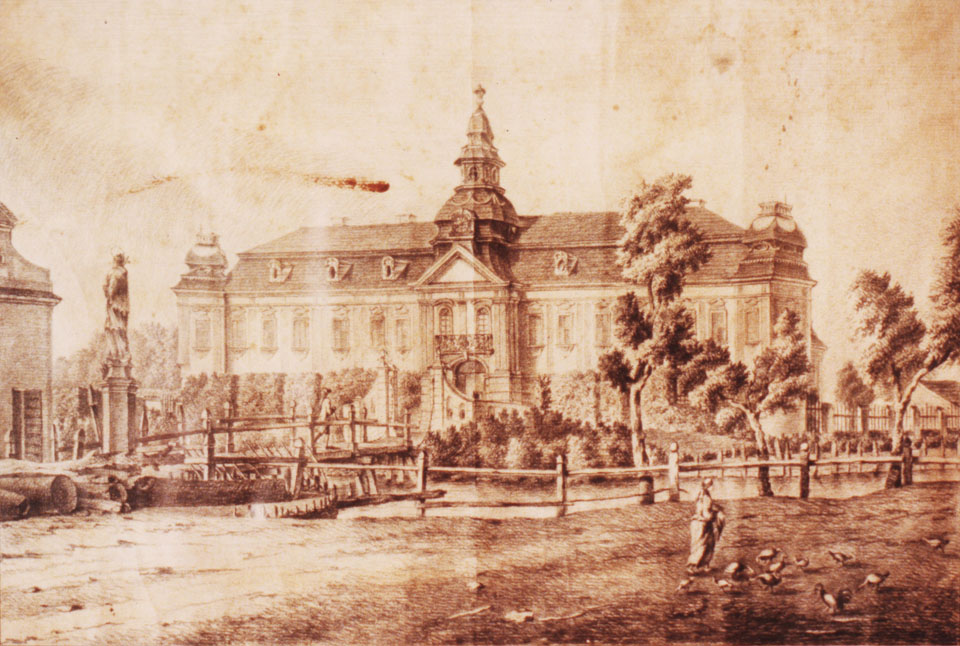
Zámek v 18. století
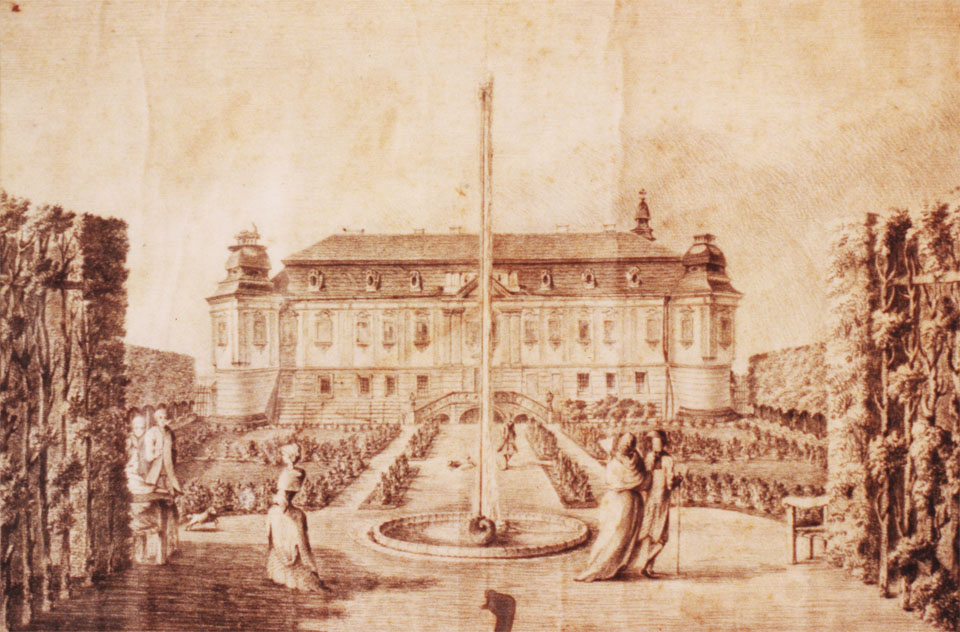
Zámek v 18. století